# Akwid
Akwid sono un gruppo musicale rap messicano, formatosi a Jiquilpan nello stato messicano del Michoacán nel 1995.
Il gruppo è composto dal rappers AK e Wikid.

## Discografia
- 2003 – Proyecto Akwid
- 2004 – Komp 104.9 Radio Compa
- 2005 – Los Aguacates de Jiquilpan
- 2006 – E.S.L.
- 2008 – La Novela
- 2010 – Clasificado "R"
- 2013 - Revolver
- 2015 - El Atraco